# 데이비드 프로벌
데이비드 프로발(David Proval, 1942년 5월 20일 ~ )은 미국의 배우이다.

## 출연 작품

### 영화
- 신데렐라 리버티 (1973)
- 비열한 거리 (1973)
- 해리와 월터 뉴욕에 가다 (1976, Harry and Walter Go to New York)
- 수사관 스케란 (1977, Nowhere to Hide)
- Nunzio (1978)
- 이중 함정 (1983)
- 악마 군단 (1987)
- 마법의 이중주 (1988)
- UHF 전쟁 (1989, UHF)
- 미녀 드라큐라 (1992)
- 인생 이야기 (1993)
- 로미오 이즈 블리딩 (1993)
- Strike a Pose (1993)
- 쇼생크 탈출 (1994)
- 브래디 펀치 (1995)
- 포 룸 (1995)
- LA 커넥션 (1995)
- 팬텀 (1996)
- 스카이 러너 (1996)
- Flipping (1996)
- 레릭 (1997)
- 비상 계엄 (1998)
- Newsbreak (2000)
- Double Down (2001)
- James Dean (2001)
- 할리우드 게임 (2001, The Hollywood Sign)
- Bookies (2003)
- 미스 에이전트 2: 라스베가스 잠입사건 (2005)
- The Circle (2005)
- Angels with Angles (2005)
- Hollywood Dreams (2006)
- 분노의 핑퐁 (2007)
- 스모킹 에이스 (2007)
- Irene in Time (2009)
- Queen of the Lot (2010)
- 피트 스몰스 이즈 데드 (2010)
- Adventures of Serial Buddies (2011)
- Silent but Deadly (2012)
- Just 45 Minutes from Broadway (2012)
- The M Word (2014)
- The Brooklyn Banker (2016)
- High and Outside (2017)
- Dakota (2017)
- The Legacy of Avril Kyte (미정)

### 텔레비전
- 코작 (1973)
- 전격 Z작전 (1983)
- 마이애미의 두 형사 (1985)
- 내일은 스타 (1985)
- Friday the 13th (1988-89)
- L.A. 로 (1990)
- 광속인간 샘 (1991)
- 피켓 펜스 (1992-95)
- 프리텐더 제로드 (1997)
- 펠리시티 (1998)
- 웨스트 윙 (2000)
- 내 사랑 레이몬드 (2000-01)
- 소프라노스 (2000-04)
- 저징 에이미 (2001)